# Altiarchaeota
Altiarchaeota, neuerdings auch Altarchaota, ist eine Verwandtschaftsgruppe (Klade) kleiner Archaeen aus dem Superphylum DPANN, die meist im Rang eines Phylums (d. h. eines Stammes bzw. einer Abteilung) gesehen wird. Nach dem zuerst gefundenen Vertreter, dem Referenzstamm (englisch type strain) wurde diese Gruppe früher auch als SM1-Gruppe bezeichnet. Nach neueren Studien (2016, 2017 und 2018) liegen die entwicklungsgeschichtlichen Ursprünge der Altiarchaeota offenbar tief (basal) im DPANN-Superphylum abzweigend.
Sie dominieren einige kalte unterirdische anaerobe Grundwasserhabitate.
Im Gegensatz zu den meisten anderen Archaeen haben sie eine äußere Zellmembran und für diese Gruppe charakteristische Greifhaken an der Oberfläche, die als hami (Plural von lateinisch hamus ‚Haken‘) bezeichnet werden.
Sie bilden Biofilme und scheinen über einen modifizierten Wood-Ljungdahl-Weg autotroph von Kohlenmonoxid, Acetat oder Formiat zu wachsen.

## Systematik
Die hier angegebene (auszugsweise) Taxonomie basiert mit Stand 2. August 2023 auf den folgenden Quellen:
- L – List of Prokaryotic names with Standing in Nomenclature (LPSN)[2]
- N – National Center for Biotechnology Information (NCBI, Taxonomy Browser),[3]
- G – Genome Taxonomy Database (GTDB)[7]

Candidatus Altiarchaeota ist in der LPSN ein verwaistes Taxon, die Systematik beginnt bei Candidatus Altarchaeales.
Derzeit gibt es innerhalb  dieser Gruppe nur eine einzige in der LPSN gelistete Art, Candidatus Altarchaeum hamiconexum; NCBI listet darüber hinaus noch etliche weitere mögliche Mitglieder aus der Metagenomik.
Phylum: „Candidatus Altiarchaeota“ Probst et al. 2018 (G,N) bzw. Seitz et al. 2016 (L) mit Schreibvariante „(Ca.) Altarchaeota“ corrig. Probst et al. 2018 mit einziger Klasse Altarchaeia (G)
- Ordnung: „Candidatus Altarchaeales“ corrig. Probst et al. 2014 (G,L) mit Schreibvariante "Ca. Altiarchaeales" Probst et al. 2014 (L,N), früher auch „SM1-Gruppe“ oder Alti-1[8]
  - Familie: „Candidatus Altarchaeaceae“ corrig. Probst et al. 2014 (G,L) mit Schreibvariante "Can. Altiarchaeaceae" Probst et al. 2014 (L)
    - Gattung: „Candidatus Altarchaeum“ corrig. Probst et al. 2014 (L) mit Schreibvariante „Ca. Altiarchaeum“ Probst et al. 2014 (G,L,N)
      - Spezies: „Candidatus Altarchaeum hamiconexum“ corrig. Probst et al. 2014 (L) mit Schreibvariante „Ca. Altiarchaeum hamiconexum“ Probst et al. 2014 (G,L,N) früher „SM1 Euryarchaeon“ (N),[9] Typus, Referenzstamm: SM1-MSI  (L) – Fundort: Crystal Geyser bei Green River, Utah, USA; 2015 (N), sowie Grundwasserfiltrat (<0.1 μm) der Mühlbacher Schwefelquelle des Islinger Mühlbachs (MSI oder IMS); 2018[10][8] (N), lt. GTDB inkl.
        - Ca. Altarchaeum sp. CG_4_8_14_3_um_filter_33_2054 (N),
        - Ca. Altarchaeum sp. CG12_big_fil_rev_8_21_14_0_65_33_22 (N) und
        - Ca. Altarchaeum sp. CG03_land_8_20_14_0_80_32_618 (N)

– Fundort jeweils: Crystal Geyser („CG“) bei Green River, Utah, USA (N)
      - Spezies „Candidatus Altarchaeum crystalense“[11] alias Ca. Altiarchaeum sp. CG2_30_32_3053 CG 3.0 SUB100[12] (N) – Fundort: Crystal Geyser („CG“) bei Green River, Utah, USA (N)
      - Spezies „Candidatus Altarchaeum horonobense“ (UOR 4000000002 BJP 250 Altiarchaeota-1 33 3,254)[11] – Fundort: tiefes Grundwasser (Horonobe Underground Research Laboratory, HURL[13]) von Horonobe, Hokkaidō, Japan

Mitglieder der Gattung Altiarchaeum nach der GTDB:[7]
    - Spezies Altiarchaeum sp002083985 alias Ca.  Altiarchaeales archaeon A3 (N) – Fundort: Alpena („A“), Michigan, USA: mikrobielle Matten in einem von sulfidischem Grundwasser gespeisten Springbrunnen (en. fountain) nahe der öffentl. Bibliothek (N), inkl. Stamm ACLF_1
    - Spezies Altiarchaeum sp002841105 alias Ca. Altarchaeum sp. isolate HURL_140[14] (N), Ca. Altiarchaeum sp. HURL_250 (N) und Ca. Altiarchaeales archaeon HGW-Altiarchaeales-1 (N), inkl. Stämme HURL_250 und HGW-Altiarchaeales-1 – Fundort: tiefes Grundwasser (Horonobe Underground Research Laboratory, HURL[13] bzw. Honorobe Ground Water, HGW) von Horonobe, Hokkaidō, Japan
    - Spezies Altiarchaeum sp018260755 alias Ca. Altarchaeum sp. isolate GA_1_1 (N) inkl. Stämme GA_1_2 und GA_2_1 – Fundort: Andernach (Germany, Andernach, GA).

Mitgliedskanditaten der Gattung Altarchaeum mit vorläufigen Bezeichnungen (Metagenomik):
    - Spezies Ca. Altarchaeum sp. CG_4_10_14_0_8_um_filter_32_851 (N) – Fundort: ebenda (N)
    - Spezies Ca. Altarchaeum sp. CG_4_9_14_0_8_um_filter_32_206 (N) – Fundort: ebenda (N)
- Ordnung: IMC4 (G) alias Alti-2[8][A. 1]
  - Familie WOR-SM1-SCG
    - Gattung WOR-SM1-SCG
      - Spezies WOR-SM1-SCG sp001723845 alias Ca. Altiarchaeales archaeon WOR_SM1_SCG (N) – Fundort: Ästuar des White Oak River („WOR“), North Carolina, USA

  - Familie IMC4
    - Gattung IMC4
      - Spezies IMC4 sp001742785 alias Ca. Altiarchaeales archaeon IMC4 (N), sulfidisches Grundwasser der Mühlbacher Schwefelquelle des Islinger Mühlbachs (MSI oder IMS),[15][6] Oberfranken; 2011 (N) inkl. Stamm IMS_BF

  - Familie MBC01
    - Gattung MBC01
    - Spezies MCBC01 sp001723855 alias Ca. Altiarchaeales archaeon WOR_SM1_86-2 (N) oder Ca. Altiarchaeales archaeon WOR_SM1_79 (N) – Fundort: Sedimente im Ästuar des White Oak River („WOR“), North Carolina, USA; Oktober 2010 (N) inkl. Stamm WOR_SM1_79

  - Familie QMZM01
    - Gattung EX4484-2
      - Spezies EX4484-2 sp002254405 alias Ca. Altiarchaeales archaeon ex4484_96 (N) – Fundort: Meeressediment im Guaymas Basin, im Golf von Kalifornien; Dezember 2009 (N)
      - Spezies EX4484-2 sp002254565 alias Ca. Altiarchaeales archaeon ex4484_2 (N) – Fundort: Meeressediment im Guaymas Basin, im Golf von Kalifornien; Dezember 2009 (N)
- Ordnung: JAFGQM01 (G)
  - Familie JAFGQM01
    - Gattung JAFGQM01
      - Spezies JAFGQM01 sp016935655 mit Stamm Zod_Metabat.755

Mitgliedskandidaten der Altiarchaeales(?) ohne Gattungs- oder Familienzuweisung:
- Spezies Ca. Altiarchaeales archaeon ex4484_43 (N) – Fundort: Meeressediment im Guaymas Basin, im Golf von Kalifornien; Dezember 2009 (N)
- Spezies Ca. Altiarchaeales archaeon HGW-Altiarchaeales-2 (N) – Fundort: Meeressediment im Guaymas Basin, im Golf von Kalifornien; Dezember 2009 (N)
- Spezies Ca. Altiarchaeales archaeon HGW-Altiarchaeales-3 (N) – Fundort: Meeressediment im Guaymas Basin, im Golf von Kalifornien; Dezember 2009 (N)

## Hinweise auf CRISPR System
Aufgrund von Metagenomik-Daten schlossen Sarah P. Esser et al. 2023, dass die beiden Kandidatenspezies
„Ca. Altarchaeum crystalense“ vom Crystal Geyser (bei Green River, Utah, USA)
und
„Ca. A. horonobense“ aus dem Horonobe Underground Research Laboratory (HURL, in Horonobe, Hokkaidō, Japan)
ein CRISPR-Abwehrsystem gegen ihre ebenfalls aus der DPANN-Supergruppe stammenden Episymbionten der Kandidatengattung Ca. Huberiarchaeum (wie Ca. H. crystalense) besitzen sollten.

## Etymologie
- Der Gattungsname Altiarchaeum leitet sich ab von lateinisch altus ‚hoch‘, ‚tief‘ und neulateinisch archaeum ‚Archaeon‘, die Variante Altarchaeum entsteht daraus durch Hiatvermeidung. Der Name bedeutet also „ein Archaeon aus der Tiefe“.
  - Das Art-Epitheton hamiconexum leitet sich ab von lat. hamus ‚Haken‘, wissenschaftlich ‚Hamus‘, mit Genitiv hami, und conexus ‚verbunden‘; hamiconexum bedeutet also „verbunden mit einem Haken“.[2]
  - Das Art-Epitheton crystalense verweist auf die Typlokalität Crystal Geyser bei Green River, Utah.[11]
  - Das Art-Epitheton horonobense verweist auf die Typlokalität, das tiefe Grundwasser des Horonobe Underground Research Laboratory (HURL)[13] von Horonobe, Hokkaidō, Japan.[11]

Der Name des Phylums, Altiarchaeota (bzw. Altarchaeota), leitet sich ab vom Gattungsnamen Altiarchaeum (respektive Altarchaeum) durch Anpassung des Suffixes; ‚-archaeota‘ bezeichnet Archaeenphyla.